# Victor Saúde Maria
Victor Saúde Maria (5 mei 1938-25 oktober 1999) was een Guineebissaus politicus.

## Loopbaan
Hij begon zijn politieke loopbaan als lid van de bevrijdingsbeweging PAIGC (Partido Africano para a Independência da Guiné e Cabo Verde – Afrikaanse Partij voor de Onafhankelijkheid van Guinee en Kaapverdië), die vanaf 1963 tot 1974 de gewapende strijd voor onafhankelijkheid voerde in Guinee-Bissau en Kaapverdië.
Op 24 september 1973 kwam de Nationale Volksvergadering (Portugees: Assembleia Nacional Popular voor het eerst bijeen in de plaats Madina do Boé, in bevrijd gebied in het oosten van Guinee-Bissau. Saúde Maria werd daar benoemd tot Staatscommissaris voor Buitenlandse Zaken.
Na het uitroepen van de onafhankelijkheid diende hij als de eerste minister van Buitenlandse Zaken van het land, van 1974 tot 1982. 
Saúde Maria was een van de leiders van de staatsgreep van 15 november 1980, waarbij João Bernardo Vieira ("Nino") aan de macht kwam. Hij verwoordde direct na het slagen van de coup in een openbare vergadering een van de redenen van de staatsgreep: Hij beschuldigde de Kaapverdiaanse vleugel van de PAIGC  van het domineren van de partij en het benadelen van de Guineebissause bevolking.
Vervolgens werd hij premier van 14 mei 1982 tot 10 maart 1984.
Saúde Maria's beleid kenmerkte zich tot het verminderen van de samenwerking met de Oostbloklanden, het bevorderen van de samenwerking  met Westerse partners, vooral Portugal en Frankrijk, en het nieuw leven inblazen van de particuliere sector.
Dit beleid leidde tot controversen met de president Nino Vieira. In maart 1984 ontvluchtte hij het land via de Portugese ambassade in Bissau.
Saúde Maria keerde eind jaren negentig terug uit ballingschap en richtte in 1992 de Verenigde Sociaal-Democratische Partij (PUSD) op. In de verkiezingen van 1994 bereikte deze partij de zevende plaats met 2% van de stemmen. Hij leidde de PUSD tot aan zijn dood. Victor Saúde Maria werd op 25 oktober 1999 vermoord.